# キリスト教主義学校
キリスト教主義学校（キリストきょうしゅぎがっこう、英: Christian school）は、キリスト教の教えを教育理念として設立し運営する私立学校をいう。キリスト教主義学校の性質は、宗教、民族、政治、文化を背景とする教育制度などに応じて、国によって大きく異なる。特に、日本ではキリスト教の福音宣教 (mission) を目的とする修道会や宣教会によって設立された学校を「ミッション・スクール (mission school) 」と呼び、大学の場合はミッション系大学と呼ばれる。中でも日本を含む世界の大学教育における「リベラル・アーツ」は、キリスト教の理念に基づく「自由七科」から来ており、大学そのものがキリスト教主義の下で発展してきた歴史がある。
ただし神父・牧師といった布教使養成課程（神学部・文学部神学科等）を有していない学校は狭義のミッション・スクールで無い事に留意する必要がある。また、特定の修道会や宣教会などが設立し運営するものではないが、キリスト教徒の個人などが設立し、キリスト教精神を教育理念として掲げる学校も多数存在する。
アメリカ合衆国のハーバード大学やコロンビア大学などアイビー・リーグに属する大学や、英国のオックスフォード大学やケンブリッジ大学など、欧米の名門大学のほとんどがキリスト教系の私立大学であり、創設当初の主な役割はキリスト教の聖職者の育成にあった。アメリカのリベラル・アーツ・カレッジの始まりも同様に、キリスト教の教会が社会のリーダーとなる聖職者の育成のために設立したことによる。

## 概要
学校の管理・運営者（設立者や校長）をキリスト教徒、ないしはキリスト教主義を支持する者とし、聖書やキリスト教神学に関わる科目があり、学校行事としてミサ・礼拝などの諸活動を宗教教育の一環で実施するなど、キリスト教精神に基づいた教育を行うことを目的とする。キリスト教主義の学校は、古くから聖書の教育や英語を代表とする語学教育をはじめ、人文科学、社会科学、自然科学で構成されるリベラル・アーツ教育を行ってきたが、特に、リベラル・アーツは「人を自由にする学問」とも呼ばれ、中でも女子教育においては開拓的な役割を果たしてきた。
こうした大学教育の根本にある「リベラル・アーツ」は、キリスト教の理念に基づいて、従来のギリシア・ローマの学問を7つの教科として集大成して定められた「自由七科」に由来しており、高等教育機関である大学はキリスト教主義に立脚した考えによって創り上げられ、発展を遂げてきた。自由七科のうち、文法、修辞学、論理学からなる下位科目のトリウィウム（三科）と算術、天文学、幾何学、音楽からなる上位科目のクワドリウィウム（四科）を修めると、中世の最高位にあった神学を学ぶことが許された。13世紀以降の中世の大学では、キリスト教の理念に基づく自由七科は神学、法学、医学の各専門学部への進学するための課程であった学芸学部（教養学部）の中核的な教科となり、現在に至る大学教育の基盤となっている。
また、リベラルアーツは日本では一般教養とも訳され、専門分野における実践的な教育と比較すると「すぐに仕事で活用できないもの」と捉えられることもあるが、近年では「社会人が備えるべき素養」として欠かせないものであるという認識が高まっている。特にグローバルな環境では、教養人としての社交はビジネスリーダーの条件の1つとされ、ビジネスと直接関係ないと思われる歴史学、地理学、美術、音楽、文学など、リベラルアーツの素養として身に着けた幅広い教養による知識がビジネスを支える力にもなっている。
現在のキリスト教主義の学校は、聖職者を育成する神学校とは異なり、教育理念がキリスト教に基づく教育を行う学校ということであって、キリスト教の信仰を強制することはない。そのため、信者でなくても問題なく学ぶことができる学校である。
カトリック系学校を特に「カトリック学校」と呼ぶ場合がある。カトリック系学校は修道会（男子修道会・女子修道会）が設立することが多く、中等教育では伝統的に男女別学（男子校・女子校）が主流である。

## 日本のキリスト教主義学校
日本の大学の約10％がキリスト教主義の大学であるが、日本にはクリスチャンは1％以下であることから、大学のほか中学校、高等学校など、多くのキリスト教主義学校において、教職員をはじめ学生のほとんどがクリスチャンではない。
世界においては、クリスチャンは世界人口の約3分の1（21億7千万人／2010年時点）を占めており、日本とは違って世界の学校では、教職員や生徒のうち、クリスチャンが占める割合は高い。
日本ではキリスト教主義学校の連合組織として、カトリック系の日本カトリック学校連合会、プロテスタント系のキリスト教学校教育同盟がある。
カトリック系学校は修道会（男子修道会・女子修道会）が設立することが多いため、特に中学校・高等学校では伝統的に男女別学（男子校・女子校）が主流であるが、日本では近年の少子化の影響を受け、学校経営上の理由から男女共学化する学校が増えている。
日本では中高一貫教育を行う学校が多く、大規模なキリスト教学校では幼稚園から大学までの教育機関を取り揃え、いわゆる「エスカレーター式教育」を行う学校法人もある。小中高校では1クラスあたりの人数を少なくした少人数教育を行う学校も多い。
小学校、中学校、高等学校、大学・短期大学のほか、サレジオ工業高等専門学校のように高等専門学校を設立する例もある。また専門学校（専修学校・各種学校）も多数存在する。特にキリスト教会が伝統的に力を入れてきた教育・保育、医療・看護、福祉などの分野に多く、看護師や保育士などの育成を行っている。これらの専門学校はキリスト教系の大学や病院の付属学校として設置されることも多い。
また、学校以外にも、キリスト教系の私立幼稚園や保育園が多数存在する。キリスト教徒の少ない日本では、教会に併設された幼稚園や保育園の保育料（授業料）が、教会の財政を支えている場合も多い。

### 十五年戦争期

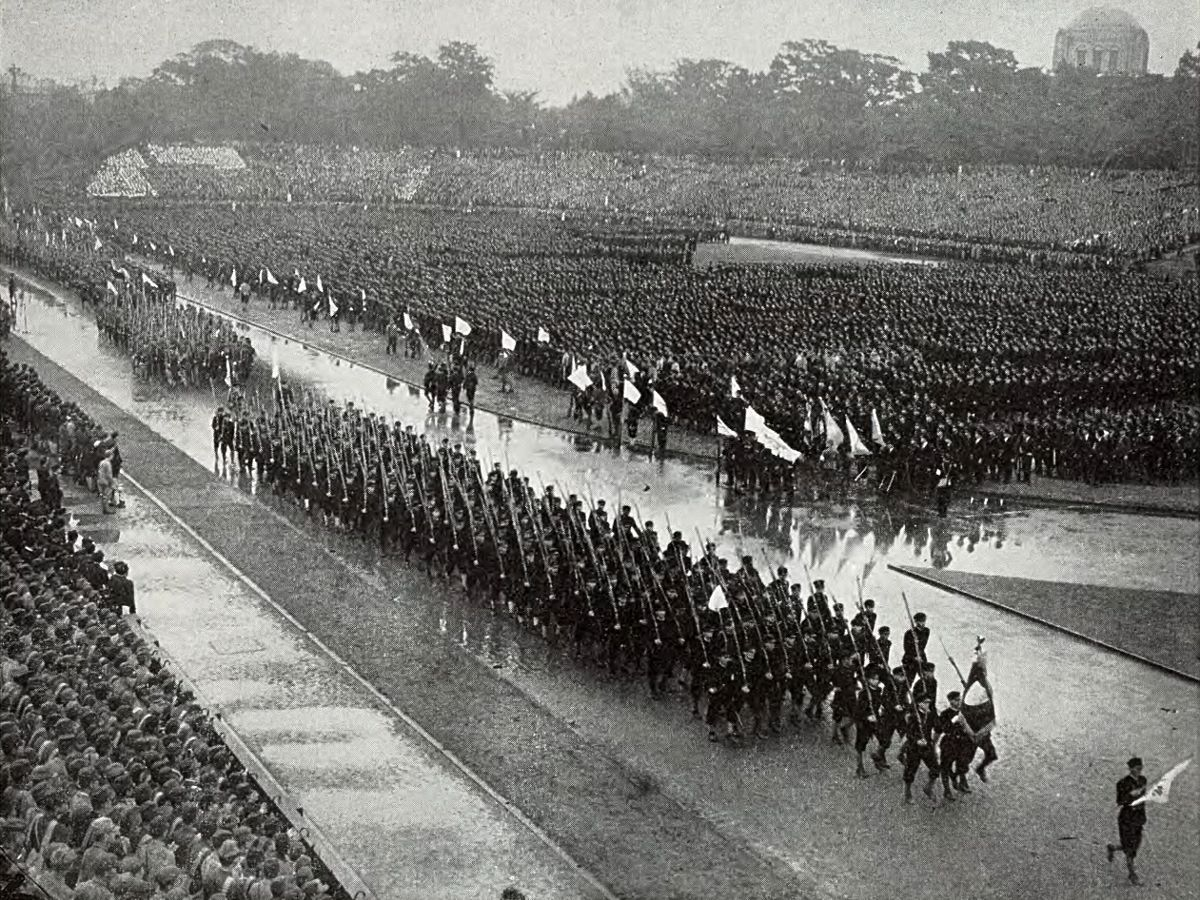
出陣学徒壮行会（1943年10月21日）における青山学院の分列行進

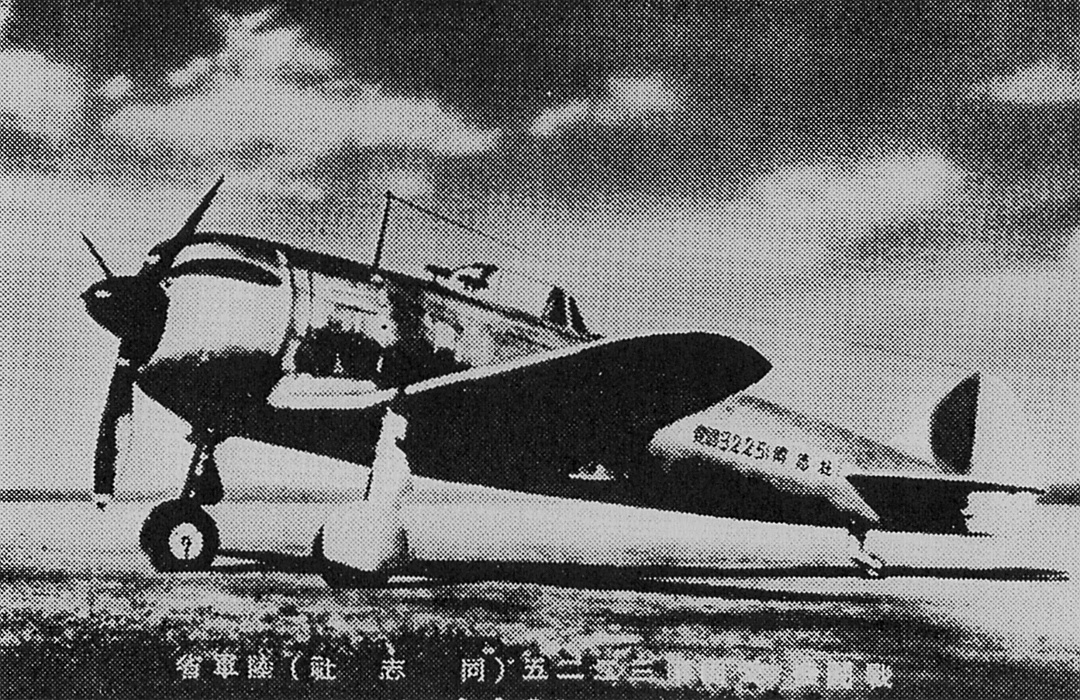
国防献金として陸軍に献納された戦闘機同志社号（戦時下のキリスト教主義学校は廃校回避のために様々な形で戦争協力を行った）

昭和初期に軍国主義が台頭し、教育や思想の分野において国家主義が強化されたことでキリスト教主義学校は苦しい立場に置かれることになる。1932年（昭和7年）に上智大学で靖国神社参拝拒否事件、1935年（昭和10年）6月に同志社高等商業学校で神棚事件、同年7月に立教大学でチャペル事件が起こり、奄美大島ではカトリック弾圧により大島高等女学校が廃校へと追いやられた。
昭和10年代に入ると、それまで御真影の受け入れに消極的だったキリスト教主義学校は文部省の指導を受け、奉安殿またほ奉安庫を建設して御真影を受け入れるようになった。東京都港区有形文化財に指定されている明治学院礼拝堂の東南の一角には現在もなお奉安庫の痕跡が残されている。
この時期にはキリスト教主義学校に対する配属将校の締め付けも次第に厳しくなった。1940年（昭和15年）5月17日、東北学院の配属将校がクリスチャンの学生に「基督と天皇陛下はどちらが偉いか」と質問したところ、我々を試すのかと憤慨した学生側が逆に質問をぶつけて口論になるという事件が起きた。このことが表面化するのを恐れた東北学院当局は「穏便終息策」を講じ、院長自ら皇軍中心主義、皇道精神を訓示する「日本的基督教主義」を採るに至った。
第二次世界大戦に突入するとキリスト教主義学校はさらなるな圧力にさらされ、戦時の方針に沿わない教師らが退職を余儀なくされたほか教課の改廃なども行われた。なかには校名変更を余儀なくされた学校もあった（例：フェリス和英女学校→横浜山手女学院、普連土女学校→聖友女学校など）。
1943年（昭和18年）から1944年（昭和19年）にかけてプロテスタント諸教派の神学校の統廃合が進められ、青山学院や関西学院の神学部も廃止された。辛うじて存続を認められた同志社大学の神学科も学徒出陣によって授業継続は不可能となり、大学にとどまった神学者らの研究活動によって命脈をつなぐのみとなった。
戦後、連合国軍最高司令官総司令部はキリスト教主義学校において行われていた信教自由に反する行為を問題視し、日本政府に大学、専門学校、中等学校など81校において戦時中の解職者やカリキュラムの改廃などの調査を命じた。立教大学では戦時中にキリスト教主義学校としての特色を一掃し、戦後も信教自由の回復を講じなかったとして、当時の総長、中学部校長、学生監ほか8人に即時解職、公職追放処分が命じられ、理事会は新体制となり、再建されていくこととなった。